# Uroš Paladin
Uroš Paladin (* 16. September 1988 in Koper) ist ein slowenischer Handballspieler.

## Karriere
Uroš Paladin spielte in seiner Heimatstadt beim RK Koper, mit dem er in der Saison 2007/08 im EHF-Pokal sowie in der Saison 2008/09 in der EHF Champions League spielte. Ab 2009 lief er für den RK Trimo Trebnje, unter anderem in der Saison 2009/10 im EHF-Pokal, auf. Im Sommer 2013 wechselte der 2,00 Meter große Rückraumspieler in die Handball-Bundesliga zum TV Emsdetten, wo er einen Zweijahresvertrag unterschrieb, der nach der Saison 2013/14 in gegenseitigem Einvernehmen aufgelöst wurde. In der Saison 2014/15 lief er für die HSG Raiffeisen Bärnbach/Köflach in der Handball Liga Austria auf.
Zu Beginn der Saison 2015/16 wechselte Paladin zum TuS Ferndorf in die 2. Handball-Bundesliga.

## HLA-Bilanz
| Saison    | Verein                          | Spielklasse | Tore | 7-Meter    | Feldtore |
| --------- | ------------------------------- | ----------- | ---- | ---------- | -------- |
| 2014/15   | HSG Raiffeisen Bärnbach/Köflach | HLA         | 31   | 1/2        | 30       |
| 2014–2015 | gesamt                          | HLA         | 31   | 1/2 (50 %) | 30       |